# Quartzsite
Quartzsite ist eine Stadt im Westen von Arizona in den Vereinigten Staaten. Sie befindet sich in 33 km Entfernung vom Colorado River im La Paz County. Das U.S. Census Bureau hat bei der Volkszählung 2020 eine Einwohnerzahl von 2.413 ermittelt.
Die Stadt wird von der Interstate 10 tangiert. Des Weiteren beginnt hier der U.S. Highway 95 und endet die Arizona State Route 95. Quartzsite wurde 1856 von dem Siedler Charles Tyson in Form eines Fort gegründet, um die dortigen Wasservorkommen zu sichern.
Die Stadt ist berühmt für ihre Edelsteinbörsen, die während der Monate Januar und Februar bis zu eine Million Besucher anlocken. In den Wintermonaten kommen Tausende Camper aus den Nordstaaten der USA und aus Kanada. Sie überwintern dort mit ihren teils großen Wohnmobilen.

## Kontroverse
Im Juli 2011 wurde ein Video auf der Plattform YouTube veröffentlicht. Es zeigt wie Quartzsite-Einwohnerin Jennifer Jones auf Geheiß einzelner Stadtratsmitglieder – und gegen den erklärten Willen des Bürgermeisters – durch örtliche Polizisten angegriffen und verhaftet wird, nachdem sie während einer Stadtratssitzung im Rahmen der Einwohnerfragestunde den Rat der Korruption und des Gesetzesbruches beschuldigte. Jones erlitt bei dem Angriff der Polizei auf sie ernsthafte Verletzungen und wurde in das nächstgelegene Krankenhaus transportiert.
Nachdem das Video einer breiten Öffentlichkeit bekannt und der Vorfall auch durch die traditionellen Medien aufgegriffen wurde, traf sich der Stadtrat zu einer Geheimsitzung unter Ausschluss der Öffentlichkeit und beschloss sowohl die Absetzung des Bürgermeisters als auch die Ausrufung des Notstandes. Der Bürgermeister, Ed Foster, bezichtigt die örtlichen Behörden und den Stadtrat der Korruption sowie der Veruntreuung und Unterschlagung kommunaler Steuermittel. Stadtratsmitglieder wiesen die Vorwürfe zurück.